# Sadovoje (Astrachaňská oblast)
Sadovoje (Grači) je sídlo vesnického typu (selo) v Achtubinském rajónu Astrachaňské oblasti Ruska. Je sídlem stejnojmenného vesnického okresu.
Nachází se 64 km severozápadně od Achtubinska.

## Historie
Do ledna 1963 byl Gračeský selsovět součástí Černojarského rajónu. Dne 12. ledna 1963 došlo k přejmenování selsovětu na Sadovský selsovět Jenotajevského rajónu. Dne 25. února 1966 došlo k přejmenování sídla Grači na Sadovoje. Toto rozhodnutí nebylo přijato zákonodárnými orgány regionu a dále bylo zmiňováno jako Grači. Oficiálně došlo k přejmenování až 17. dubna 2014.
Dne 6. srpna 2004 získala ves statut sídla vesnického typu.